# Berliner Secession
Pour les articles homonymes, voir Sécession et berlinoise.

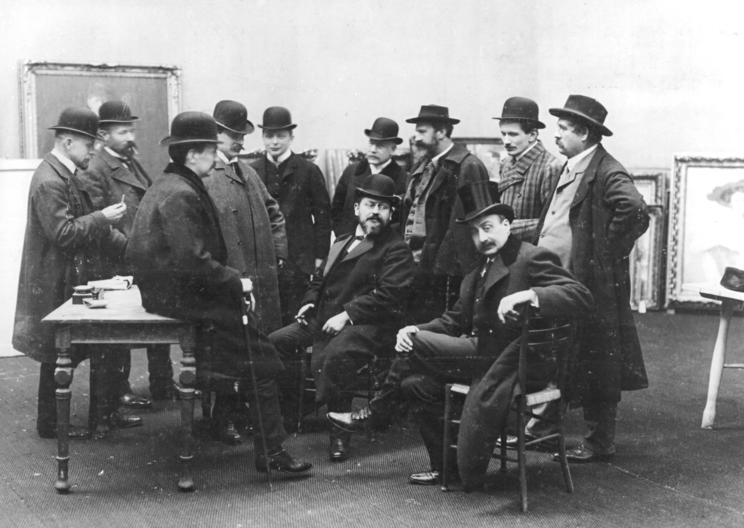
Jury de l'exposition de la Sécession berlinoise de 1908. À partir de la gauche : les sculpteurs Fritz Klimsch et August Gaul, les peintres Walter Leistikow et Hans Baluschek, le marchand d'art Paul Cassirer, les peintres Max Slevogt (assis) et George Mosson (debout), le sculpteur Max Kruse, les peintres Max Liebermann (assis), Emil Rudolf Weiss et Lovis Corinth.

La Berliner Secession (la Sécession berlinoise) est une association artistique fondée par des artistes berlinois, en 1898, en réaction au conservatisme de l'Association des artistes de Berlin.

## Histoire

### Fondation

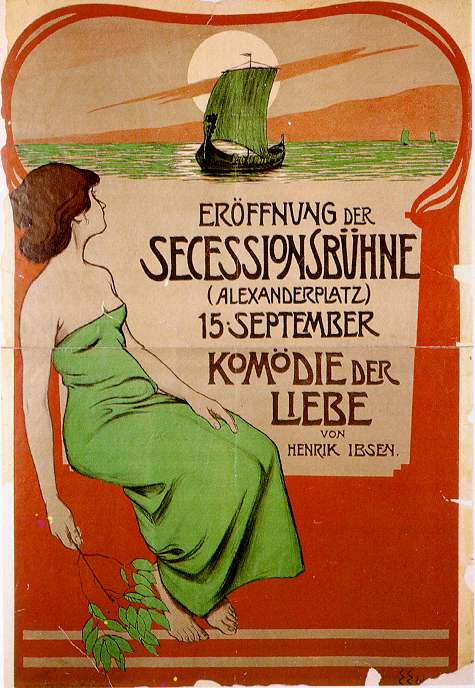
Affiche d'Edmund Edel pour l'ouverture de la Berliner Secession (1900) annonçant une pièce d'Henrik Ibsen.

Les prémices de la grogne artistique berlinoise remontent à février 1892 quand onze artistes, dont Max Klinger, Walter Leistikow, Max Liebermann et Franz Skarbina forment l'Association des XI pour s'opposer à l'académisme de la Verein Berliner Künstler (Association des artistes de Berlin, VBK) qui organise le salon annuel de Berlin ; en retour, ils organisent au printemps une exposition dissidente intitulée Die Elf. Cette discorde s'intensifie alors qu'en novembre, les travaux d'Edvard Munch sont présentés dans la capitale et provoquent un scandale : le peintre scandinave est défendu pour les onze artistes. Par ailleurs, les travaux du Freie Vereinigung der XXIV, union de 25 artistes munichois également dissidents, sont présentés conjointement à Berlin par les XI.
En novembre 1893, un nouveau salon libre est organisé en marge de celui de la VBK, le Freie Berliner Kunstausstellung, montrant les travaux des onze artistes auxquels s'ajoutent ceux d'Adolf Brütt, Max Kruse, Reinhold Lepsius, Lesser Ury...
En 1898, le jury du salon officiel de Berlin refuse un paysage de Walter Leistikow, personnage clé au sein de ce même groupe de jeunes artistes intéressés par l'évolution moderne de l'art. Cette fois, ce sont soixante-cinq jeunes artistes qui décident alors de quitter la VBK, mouvement qui constitue le premier véritable noyau de la Sécession.
Max Liebermann a été le premier président de la Sécession de Berlin, et il s'associe bientôt à Paul Cassirer et son cousin, Bruno Cassirer. En 1899, leur salle est fermée par les autorités et le groupe, fort de ses nombreux membres, décide de construire ses propres locaux d'exposition sur Kantstraße 12, quartier de Charlottenburg, selon les plans de l'architecte Hans Grisebach. Le bâtiment est inauguré le 19 mai et présente 330 peintures et gravures, ainsi que 50 sculptures. Sur les 187 exposants, 46 vivaient à Berlin et 57 à Munich. Il y eut 2 000 visiteurs. En 1900, l'exposition accueille cette fois des artistes étrangers dont Camille Pissarro, Auguste Renoir, Giovanni Segantini et Whistler. Une minorité de peintres sécessionnistes nationalistes et conservateurs quitte alors le groupe. Lors de l'exposition de 1902, les travaux de Kandinsky, Manet, Monet et Munch ont été montrés pour la première fois.
En 1901, Bruno Cassirer démissionne de la Sécession, afin de pouvoir se consacrer entièrement à sa maison d'édition. Paul Cassirer prend la direction de la galerie Cassirer et défend plusieurs sécessionnistes, dont les artistes sculpteurs Ernst Barlach et August Kraus, ainsi que la promotion de l'impressionnisme et du postimpressionnisme français. Thomas Theodor Heine conçoit une affiche d'exposition qui va devenir générique durant plusieurs années successives.

### Conflits et scissions

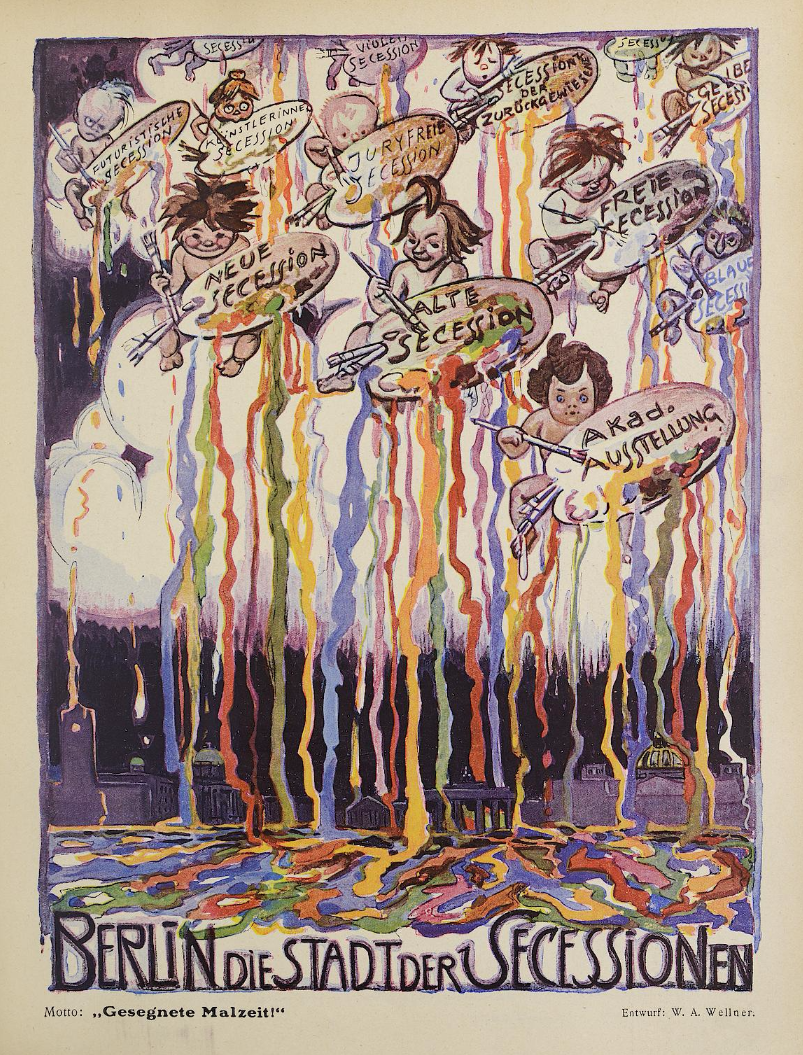
« Berlin, la ville des sécessions », image satirique de Wilhelm Anton Wellner publiée par le Lustige Blätter (mai 1914).

En 1904, pour le pavillon allemand artistique de l'exposition universelle de Saint-Louis, les sécessionnistes sont rejetés de l'appel d'offre.
En 1905, un nouveau bâtiment d'exposition est inauguré au 208, Kurfürstendamm. Les membres du jury sont Heinrich Reifferscheid, Philipp Franck, Leo von König (de), Lovis Corinth et Ernst Oppler. La même année, Gerhart Hauptmann est nommé membre honoraire.
Vers 1909, la Sécession de Berlin comptait 97 membres. Les milieux conservateurs critiquent toujours l'impressionnisme berlinois comme un facteur de décadence et une menace pour l'art allemand. D'un point de vue artistique, la Sécession était très tolérante, même vis-à-vis de positions opposées, par exemple quand le critique Paul Baum se montre ouvert au pointillisme inspiré du post-impressionnisme français.
Le conflit éclate pourtant : certains dénoncent l'attitude trop mercantile de Bruno et Paul Cassirer ; un rejet de l'expressionnisme se manifeste quand le jury refuse les travaux de 27 artistes proches de ce style. En 1910, les artistes refusés, dont Max Beckmann, Georg Tappert, Heinrich Richter-Berlin (de), Otto Mueller et Max Pechstein, en lien avec le groupe Die Brücke, forment la Nouvelle sécession (de). En mai, ils montent une exposition intitulée « Les Refusés de la Sécession berlinoise 1910 » (Zurückgewiesene der Secession Berlin 1910). Dans la foulée, Max Libermann expulse Emil Nolde, avant de démissionner de son poste de président. Remplacé par Lovis Corinth, celui-ci tombe malade et ne peut exercer sa fonction.
En 1913, Paul Cassirer prend la présidence, les conflits internes reprennent de plus belle. Une quarantaine d'artistes quittent l'association et s'en va fonder la Sécession libre, qui durera jusqu'en 1924. Lovis Corinth reprend ensuite les commandes, et les gardera jusqu'en 1925.
En 1915, l'entreprise AEG offre de nouveaux locaux à la Berliner Secession, en échange de quoi, les artistes offrent chacun une œuvre au patron de la société, Heinrich Hirschberg.

### Fin de la Sécession
L'essoufflement manifeste dès avant 1914, s'accentue à partir de 1920. L'arrivée du nazisme au pouvoir en février 1933 compromet définitivement l'esprit de l'association. Dès les mois suivants, certains peintres demandent à collaborer avec le pouvoir nazi. En avril, Eugene Spiro démissionne du bureau exécutif. Le NSDAP estime en 1934 nécessaire la dissolution de cette association d'artistes, soupçonnée de rassembler des artistes juifs, marxistes et opposés à la vision politique du Nouvel État allemand. Curieusement, en 1936, la Berliner Secession semble poursuivre ses activités, puis on perd sa trace.

## Membres

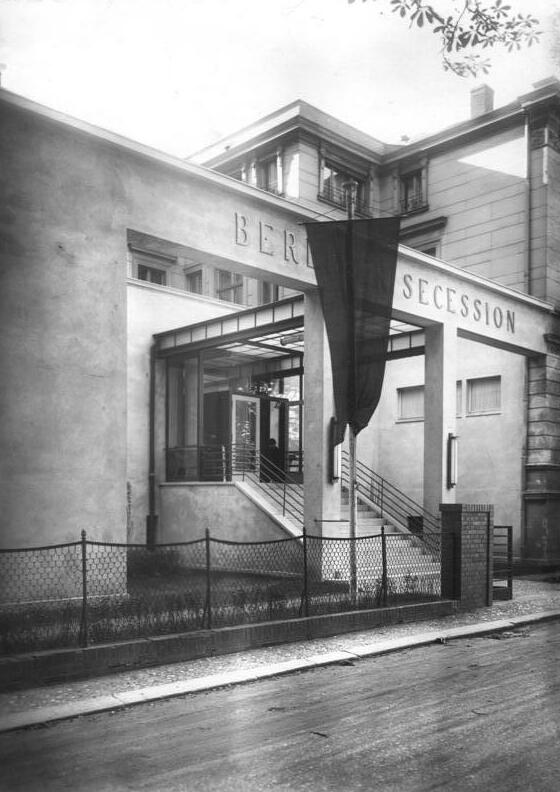
Bâtiment de la Berliner Secession en 1925.

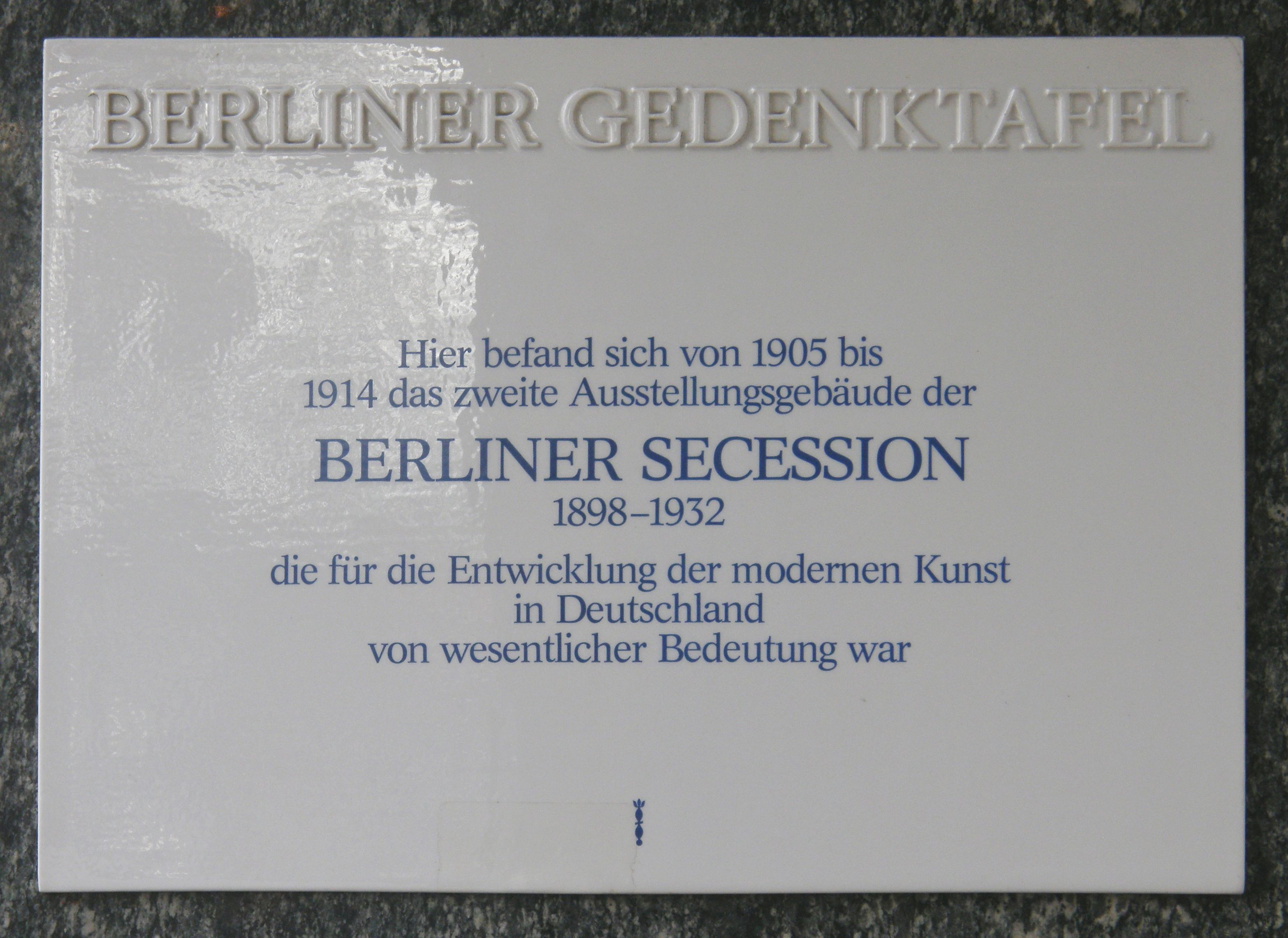
Plaque commémorative sur le Kurfürstendamm à Berlin.

Parmi les membres de la Sécession berlinoise (liste non exhaustive) :
- Annot (artiste)
- Hans Baluschek
- Ernst Barlach
- Heinrich Basedow l'Ancien (de)
- Paul Baum
- Max Beckmann
- Charlotte Berend-Corinth
- Josef Block
- Erich Büttner
- Lovis Corinth
- Anna Costenoble
- Charles Crodel
- Ludwig Dettmann
- Anton Faistauer
- Philipp Franck
- Hugo von Habermann
- August Gaul
- Karl Hagemeister
- Franz Heckendorf (de)
- Dora Hitz
- Ulrich Hübner
- Willy Jaeckel (de)
- Franz M. Jansen
- Max Klinger
- Fritz Klimsch
- Wilhelm Kohlhoff (de)
- Georg Kolbe (président en 1911 puis de 1919 à 1921)
- Käthe Kollwitz
- Leo von König (de)
- August Kraus (vice-président en 1911-1913)
- Bruno Krauskopf (de)
- Walter Leistikow
- Max Liebermann
- Heinrich Eduard Linde-Walther (de)
- Ernst Ludwig Kirchner
- Karl Schmidt-Rottluff
- Erich Heckel
- Otto Modersohn
- Edvard Munch
- Max Neumann
- Emil Nolde
- Ernst Oppler
- Emil Orlik
- Louise Rösler
- Max Schlichting
- Franz Skarbina
- Maria Slavona
- Max Slevogt
- Eugene Spiro
- Wilhelm Trübner
- Louis Tuaillon
- Lesser Ury
- Julie Wolfthorn
- Heinrich Zille